# フェア・ウォーニング (バンド)
フェア・ウォーニング（Fair Warning）は、ドイツのハードロックバンド。

## 概要
- ウリ・ジョン・ロートの実弟、ジーノ・ロート率いるZenoが母体となる。1989年にジーノ（Zeno）のリーダーであるジーノ・ロートがバンド活動に疲れ、解散。その当時のメンバーであったベーシストのウレ・リトゲンとボーカリストのトミー・ハート、そしてジーノ（Zeno）のサポート・ドラマーであったC.C.ベーレンスに加え、ギタリストにヘルゲ・エンゲルケ、アンディ・マレツェクを迎え入れ、フェア・ウォーニングを結成。
- 1992年、『FAIR WARNING』でデビュー。1993年に日本の音楽誌BURRN!のブライテストホープに選ばれ、その年に初来日公演を行う。このライブにおいて、前身バンドであるZENOの曲、「Eastern Sun」なども演奏された。
- 1995年、2ndアルバム『RAINMAKER』をリリース。しかし、このアルバムに伴う日本公演の直後、ギタリストのアンディが全身麻痺になるという、原因不明の病に罹る。
- 1997年、3rdアルバム『GO!』をリリース。これに伴うライブでは、数曲ながらアンディが演奏をした。（このライブの前にはドラムのC・Cベーレンスが脱退。）
- 2000年、4thアルバム『4』をリリース。しかし、来日公演直前にアンディがバンドを脱退。そして、来日公演後、トミーがバンドを離れ、活動停止（実質的な解散状態）。
- その後、トミーはSOUL DOCTORというバンドを結成し『SOUL DOCTOR』でデビュー。アルバムのリリースに合わせて日本でショーケースギグ（渋谷ON AIR EAST）を行った。翌年、ヘルゲは自らのバンド「ドリームタイド（DREAMTIDE）」を率いて『HERE COMES THE FLOOD』をリリース（2003年には、2nd『DREAMS FOR THE DARING』をリリース）。アンディは「ラスト・オータムズ・ドリーム（LAST AUTUMN'S DREAM）」でデビューした。
- 2005年、アンディを除くオリジナルラインナップで復活。2006年6月には、新曲「DON'T KEEP ME WAITING」を発表。7月26日には、6年ぶりの復活作『BROTHER'S KEEPER』をリリースし、10月には来日公演（広島、名古屋、大阪、東京）を行った。
- 2009年6月、復活第二弾アルバムとなる『AURA』をリリース。その後、6月27～29日にトミーとウレが、関東圏だけ（横浜、新宿、御茶ノ水）ではあったが、インストアイベントに来日。アコースティックライブで数曲を披露した。ヘルゲは自身の都合により来日できなかった。
- 10月18日、千葉の幕張メッセにて開かれたLOUD PARK09に参加。
- 2016年、キングレコードに移籍。初期楽曲を再レコーディングしたベストアルバム『PIMP YOUR PAST』発売、過去作品5タイトルが廉価盤でデジタル・リマスター再発[1]。
- 2017年4月22日・23日、クラブチッタにてデビュー25周年記念来日公演[2][3]。
- 2023年4月28日、ヘルゲが結腸腫瘍の合併症のため61歳で急死[4]。

## 音楽性
音楽的には、ジーノの持つメロディアスさをよりハードにした、俗にいう「メロディアス・ハードロック」である。この音楽性が、日本でブレイクした一方で、母国ドイツでの人気は低迷。（いわゆるビッグ・イン・ジャパン）過去には大がかりな照明を設置したにもかかわらず、観客が一人のライブもあった。この日本と日本以外の温度差の原因として、オルタナティブ・ロック、グランジ、グルーヴ・メタルなど所謂モダン・ヘヴィネスと言われる、反正統派ハードロック、ヘヴィメタルの世界的ブームに反発した日本の専門誌『BURRN!』が、アンチ・モダン・ヘヴィネスの方向性を打ち出す際に、メロディアス・ハードロックを過剰なほどにプッシュし人気を盛り上げ、その急先鋒としてフェア・ウォーニングがアンチ・モダン・ヘヴィネス的バンドというイメージを『BURRN!』によって付けられたためである。
ただ、日本盤が発売されると、マイケル・シェンカーから「君たちはキャッチーだから日本では成功する」と激励を受けた。
曲作りにおいては、リーダーであるベースのウレ・リトゲンとギターのヘルゲ・エンゲルケが担当している。バンドに同時に二人のソングライターが存在する場合、たいていは音楽性に違いが出るものだが、この二人の場合、ほとんど同じ方向性で曲を作っている。この二人の違いは、曲を多く作っているかいないかだけである（リーダーであるウレ・リトゲンのほうが多く曲を作っている）。
ウリ・ジョン・ロートから託されたスカイギターをヘルゲが奏でていることも大きな特徴である。なお、後にヘルゲはこのギターをウリに返し、現在は自身のデザインによるスカイギターを使用している。
また、ソロについては、初期はヘルゲとアンディがほぼ半分ずつ担当していた。しかし、3rdアルバム『GO!』では、アンディは病気のため曲作りにあまり参加できず、4thアルバム『4』ではほとんどソロを弾いていない。

## メンバー
- トミー・ハート（ボーカル）2000年に脱退も、2005年復帰。
- ウレ・リトゲン（ベース）…画家としても活動しており、日本での個展も度々開催[5]。
- C・C・ベーレンス（ドラム）1997年に一旦脱退するが、2005年の再始動を機に復帰。
- ヘルゲ・エンゲルケ（ギター）

脱退
- アンディ・マレツェク（ギター）　（関連バンド：ラスト・オータムズ・ドリーム）2000年脱退。

## アルバム

### オリジナルアルバム
1. FAIR WARNING（1992）
2. RAINMAKER（1995）
3. GO!（1997）
4. 4（2000）
5. BROTHER'S KEEPER（2006）
6. AURA（2009）
7. SUNDANCER（2013）

### ライブアルバム
- LIVE IN JAPAN（1993）

同年にクラブチッタ川崎で行われた初の来日公演最終日の模様を収録。
- LIVE AND MORE（1998）

2枚組。1枚目には1998年の「GO!」に伴う来日公演（東京渋谷公会堂）のライブ音源を収録。
2枚目には未発表曲や、既発曲の別アレンジの音源が収録されている。
- TWO NIGHTS TO REMEMBER（2019年）

2017年4月に川崎CLUB CITTA'にて行われた『デビュー25周年記念公演』の音源を収録した4枚組ライブアルバム。

### ベストアルバム
- EARLY WARNINGS 92-95（1997）

WEA時代の曲を集めたベスト盤
- A DECADE OF FAIR WARNING -Complete Best-（2001）

1stから4thまでの曲を、レーベルの枠を越えて収録。初回盤のみ、ボーナスディスク付の2枚組。
- PIMP YOUR PAST（2016）

初期楽曲を再レコーディングしたベスト盤。SHM-CD仕様。

### ライブビデオ
- THE CALL OF THE EAST（1993）

初来日公演最終日のステージをビデオシューティングした物、LIVE IN JAPANに比べて曲目が少ない。
2002年にDVD化され、ビデオ版には未収録だった5曲がボーナステイクとして追加収録されている。
- TWO NIGHTS TO REMEMBER（2019年）

前述の2017年4月に川崎CLUB CITTA'にて行われた『デビュー25周年記念公演』の模様を収録したライブ・アルバムの映像版。Blu-rayとDVDで発売。

## 日本での供給元
- WEAジャパン（1992年 - 1996年頃の作品）
- ゼロ・コーポレーション（1997年 - 1999年）※
- マーキー・インコーポレイティド（2000年 - 2016年）
- キングレコード（2016年 - 現在）

※「GO!」と「LIVE AND MORE」（及びミニアルバム）は元々は、ゼロ・コーポレーションから発売されていたが、同社の事業撤退により廃盤になる。その後アヴァロン・レーベルから、「4」と同時発売という形でボーナストラックを追加して再発された。なお、現在はアヴァロン・レーベル時代の作品と共にキングレコードから再発売されている。

## リンク
- FAIR WARNING公式HP
- ワーナーミュージック・ジャパン公式ページ
- Marquee/Avalon 公式ページ
- キングレコード公式ページ